# Sjuggijaure
Sjuggijaure är en sjö i Jokkmokks kommun i Lappland och ingår i Råneälvens huvudavrinningsområde. Sjön har en area på 0,0653 kvadratkilometer och ligger 299,8 meter över havet.

## Delavrinningsområde
Sjuggijaure ingår i det delavrinningsområde (739090-172595) som SMHI kallar för Mynnar i Sör-Lillån. Medelhöjden är 284 meter över havet och ytan är 23,68 kvadratkilometer. Räknas de 2 avrinningsområdena uppströms in blir den ackumulerade arean 41,91 kvadratkilometer. Harrbäcken som avvattnar avrinningsområdet har biflödesordning 3, vilket innebär att vattnet flödar genom totalt 3 vattendrag innan det når havet efter 126 kilometer. Avrinningsområdet består mestadels av skog (63 procent) och sankmarker (34 procent). Avrinningsområdet har 0,57 kvadratkilometer vattenytor vilket ger det en sjöprocent på 2,4 procent.